# Реаниматор (альбом)
«Реаниматор» — четвёртый альбом хэви-метал-группы «Скорая помощь», записанный в 1992 году. После ухода Алексея Полякова тексты для песен пришлось писать басисту Игорю Григорьеву, которому также помогал весь коллектив. Переиздан в 2011 году на лейбле Metalism Records.

## Список композиций
1. «Про шофера Колю, бывшего пионера» (С.Титов — И.Григорьев)
2. «Российская Мафиозная» (С.Титов — А.Поляков)
3. «Песня про любовь» (В.Петров — «Скорая помощь»)
4. «Гегемон» (В.Петров — И.Григорьев)
5. «Я ненавижу тебя» (С.Титов — И.Григорьев)
6. «Рок-н-ролл» (В.Петров — «Скорая помощь»)
7. «Старый рокер» (В.Петров — А.Поляков)
8. «Чёрный Снег» (А.Федоров — А.Федоров)
9. «Эй, вы!» (В.Петров — А.Поляков)
10. «Хэви-метал-мэн» (В.Петров — А.Поляков)
11. «Мой Сосед» (В.Петров, А.Федоров — А.Поляков, А.Федоров)

## Участники записи
- Валерий Андреев — вокал
- Валерий Петров — гитара
- Сергей Титов — гитара
- Александр Шестов — бас
- Александр Жаров — ударные